# 호탄 지구
호탄 지구(위구르어: خوتەن ۋىلايىتى, 중국어: 和田地区, 병음: Hétián Dìqū)는 중화인민공화국 신장 웨이우얼 자치구 남서부에 위치하는 지구이다. 주요 도시로는 현급시인 호탄 시가 있다.

## 역사
1959년에 허톈(和阗)에서 허톈(和田)으로 개칭되었다.

## 행정 구역
1개의 현급 시와 7개의 현이 있다.
- 현급시
  - 허톈 시(호탄 시)(위구르어: خوتەن شەھىرى, 중국어: 和田市)

- 현
  - 허톈 현(호탄 현)(위구르어: خوتەن ناھىيىسى, 중국어: 和田县)
  - 모위 현(카라카슈 현)(위구르어: قاراقاش ناھىيىسى, 중국어: 墨玉县)
  - 피산 현(구마 현)(위구르어: گۇما ناھىيىسى, 중국어: 皮山县)
  - 뤄푸 현(로프 현)(위구르어: لوپ ناھىيىسى, 중국어: 洛浦县)
  - 처러 현(치라 현)(위구르어: چىرا ناھىيىسى, 중국어: 策勒县)
  - 위톈 현(케리야 현)(위구르어: كېرىيە ناھىيىسى, 중국어: 于田县)
  - 민펑 현(니야 현)(위구르어: نىيە ناھىيىسى, 중국어: 民丰县)